# Премия центральных банков имени Карла Менгера
Премия центральных банков имени Карла Менгера (англ. Carl Menger Prize) — совместная премия Бундесбанка, Швейцарского национального банка и Национального банка Австрии, вручаемая в знак признания за исследовательскую работу в области денежно-кредитной политики и международной макроэкономики. Считается альтернативой премии, учреждённой Банком Швеции в память Альфреда Нобеля за достижения в экономических науках.

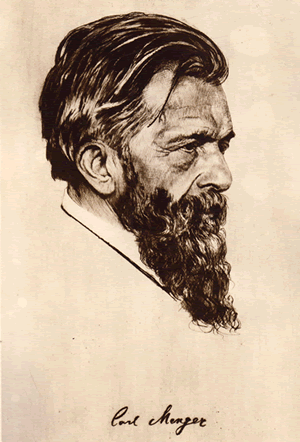
Карл Менгер, основатель австрийской школы, в честь которого названа премия

## Происхождение
В 2014 году центральные банки немецкоговорящих стран, — немецкий Бундесбанк, Швейцарский национальный банк и Национальный банк Австрии, — учредили собственную премию по экономическим наукам. Она получила название премии имени Карла Менгера, известного отца-основателя австрийской школы экономической мысли и разработчика теории предельной полезности.

## Порядок отбора лауреата
Премия вручается каждые два года и составляет 20 тысяч евро. Награждение происходит на годовом собрании немецкого Союза социальной политики (Der Verein für Socialpolitik), международного экономического общества, объединяющего немецкоязычных экономистов. Аналогичным образом на собраниях Союза вручаются другие экономические премии — имени Германа Госсена, Густава Штолпера и Райнхарда Зелтена, а также медаль имени Густава Шмоллера.
Выдвижение кандидатов осуществляется группой профессиональных экономистов, состоящей из директоров исследовательских подразделений спонсирующих центральных банков, редакторов журналов «German Economic Review» и «Perspektiven der Wirtschaftspolitik», руководителей постоянных комитетов Союза социальной политики по денежной теории и денежно-кредитной политике, макроэкономике, международной экономике и политики.
Выбор номинантов осуществляется среди европейских академических экономистов в возрасте до 46 лет. Критериями отбора являются наличие публикаций в престижных международных журналах, а также частота международного цитирования исследовательских работ. Лауреат определяется, по меньшей мере, из двух кандидатов путем голосования членов небольшого комитета по премии, состоящего из председателя комитета, предыдущего председателя, а также по одному представителю каждого из трех центральных банков.

## Лауреаты премии имени Карла Менгера
| Год  | Лауреат | Обоснование |
| ---- | --- | --- |
| 2014 | Элен Рей, профессор экономики Лондонской школы бизнеса, член совета французского Haut Conseil de Stabilité Financière | за улучшение понимания формирования валютных курсов, возникновения внешних дисбалансов, баланса преимуществ и недостатков интеграции в мировой экономике |
| 2016 | Клаус Адам, профессор экономики Университета Мангейма                                                                 | за содействие пониманию ценообразования на активы, денежно-кредитной политики в условиях околонулевых процентных ставок и взаимодействия денежно-кредитной политики и налогово-бюджетной политики; за активное участие в обсуждении экономической политики и разъяснение широкого круга актуальных проблем денежно-кредитной политики |
| 2018 | Сильвана Тенрейро, профессор Лондонской школы экономики                                                               | за инновационные международные исследования в области монетарной макроэкономики и денежно-кредитной политики |
| 2022 | Ricardo Reis, профессор Лондонской школы экономики                                                                    | |
| 2024 | Benjamin Moll, профессор Лондонской школы экономики                                                                   | |